# Iglesia de Santa María de la Asunción y del Manzano (Fuenterrabía)
La iglesia parroquial de Nuestra Señora de la Asunción y del Manzano de Fuenterrabía (Guipúzcoa, España) es un edificio con elementos que van desde el siglo XV al XVIII, mostrando elementos desde el gótico-tardío, pasando por el renacimiento, hasta llegar al barroco.

## Descripción general
La Iglesia Parroquial de Fuenterrabía, construida sobre las murallas medievales y una antigua iglesia (seguramente de estilo románico), está dedicada a Santa María de la Asunción y del Manzano. Obra del siglo XV-XVI de estilo gótico tardío, es muy espaciosa y de bella arquitectura.
Ocho pilares de núcleo cilíndrico dividen la iglesia en tres naves de similar anchura, formando un edificio de 44 metros de largo por 28 de ancho en su interior. La sección del edificio es de transición hacia la iglesia-salón típica del renacimiento en el País Vasco, mostrando naves laterales de similar altura que casi alcanzan la de la nave central, más alta que estas.

## Construcción e historia

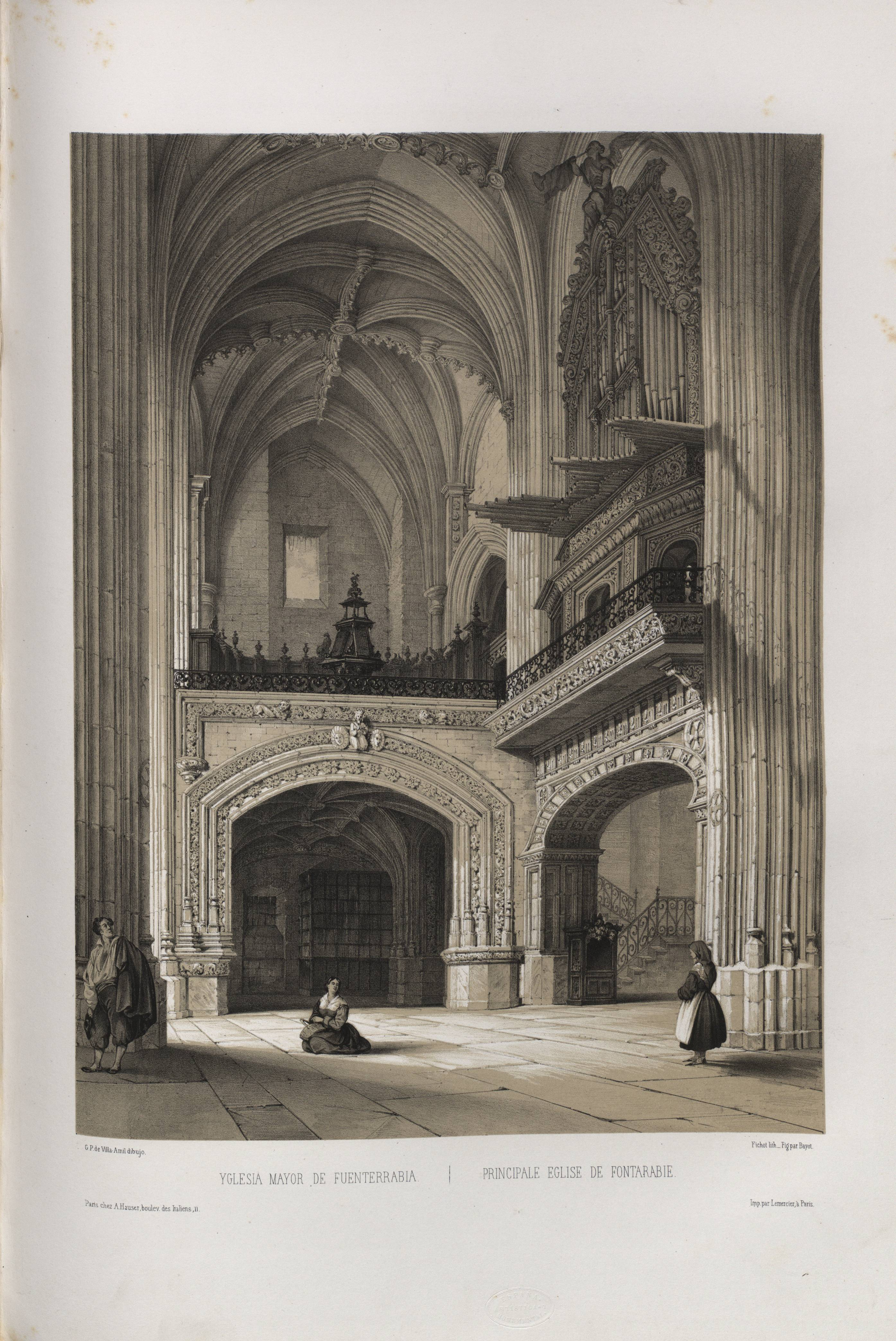
Vista de la iglesia en el tercer volumen de España artística y monumental (1850). Dibujo de Jenaro Pérez Villaamil.

El edificio comenzó a construirse en la segunda mitad del siglo XV, el 27 de julio de 1474. El periodo de construcción del edificio coincidirá con un periodo muy convulso política y militarmente, ya que se estará gestando la conquista del Reino de Navarra por parte del de Castilla. Este hecho, afectara sobremanera a la construcción del edificio; además de un parón en las obras debido a que la altura del crucero obstaculizaba las labores militares del castillo, la necesidad urgente de modernizar las fortificaciones medievales de la ciudad obligará a transferir material de la obra religiosa, a la construcción de la nueva fortificación.
El establecimiento del Ejército inglés en la zona para presionar al Reino de Navarra, a principios del XVI y la toma de Fuenterrabía por el Ejército navarro en 1522 agudizarán la ralentización de la construcción. El edificio inicial será consagrado por el Obispo de Bayona P. Joanes de Gauna en el año 1549, considerándose finalizada la primera fase de la construcción para dicho año. 

Atendiendo a las tipologías arquitectónicas de los pilares, y la función inicial de la fábrica de la iglesia como parte intrínseca de la muralla medieval (todavía hoy se puede ver el camino de ronda que recorre el ábside) la iglesia comenzó a construirse por el ábside, avanzando posteriormente con la construcción de la nave central hacia el oeste y culminando con las naves y fachadas laterales. Cabe mencionar la existencia, anterior a la construcción del templo, de una casa torre situada al sur del edificio, que quedara integrada en la fábrica de la iglesia, llegando incluso a invadir la nave lateral sur del tramo de los pies de la iglesia.

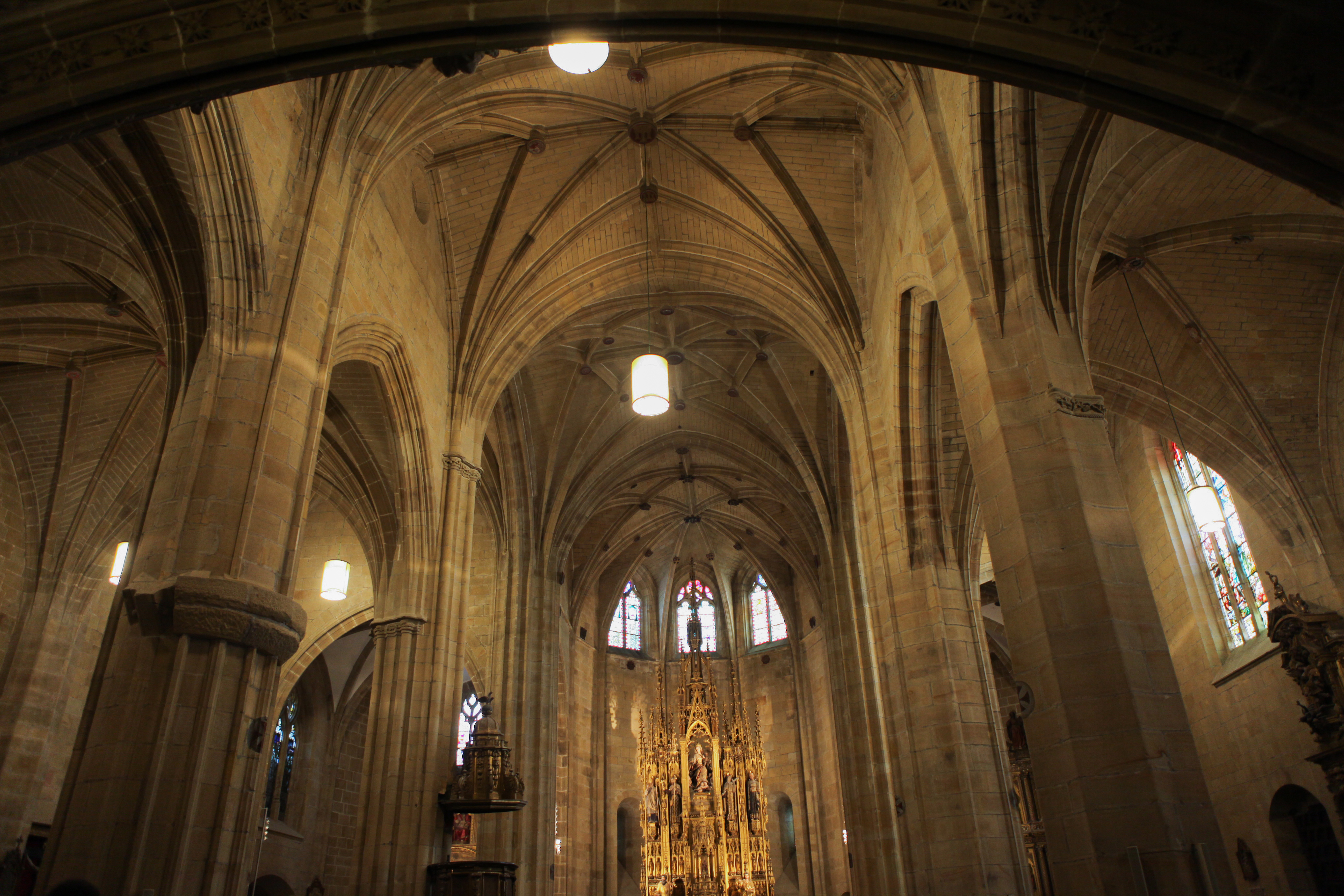
Interior de la iglesia de nuestra señora de la Asunción y del Manzano, en Fuenterrabía

Posteriormente comenzara el 29 de mayo de 1566 la construcción de la actual entrada renacentista que sustituirá a la anterior entrada gótica. Con esta obra comenzarán las siguientes modificaciones que sufrirá la iglesia, con la construcción de la sacristía en 1605 (paralizada en 1638 por el sitio sufrido por la ciudad), y la construcción de la torre barroca de Francisco de Ibero en 1766. Dicha torre, que responderá a un fenómeno común en todo el territorio vasco, se edificara aprovechando como base los gruesos muros de la casa torre adosada en el sur. El proyecto, modificara la planta de la casa torre, sacándola del interior del templo. En la misma época se construirá el coro de la iglesia a los pies de la misma, acabando de configurar el edificio casi tal y como lo conocemos en la actualidad.
Posteriormente el edificio sufrirá pequeñas modificaciones como arreglos en la sacristía, modificaciones en las entradas laterales, o la eliminación del cementerio exterior para crear una gran plaza al sur.
Las modificaciones acabarán con la restauración realizada por el arquitecto Fernández de Casadevante en 1910, que eliminará el calado de los muros y los pequeños huecos ovalados introducidos en el barroco que desfiguraban la imagen del edificio.